# Kul-Oba
Kul-Oba (ukr. Куль-Оба, ros. Куль-Оба, krymskotat. Kül Oba) – scytyjski kurhan kamienny znajdujący się 6 km na zachód od Kerczu (starożytny Pantikapajon) na Półwyspie Krymskim, datowany na drugą połowę IV w. p.n.e. (340-320). Był badany już w 1830, w trakcie badań częściowo obrabowany.
Główny pochówek zawierał zwłoki mężczyzny w drewnianym sarkofagu oraz dodatkowo pochówek kobiety, niewolnika-koniuszego, kości konia oraz liczne ozdoby wykonane ze złota i elektronu.

## Stratygrafia

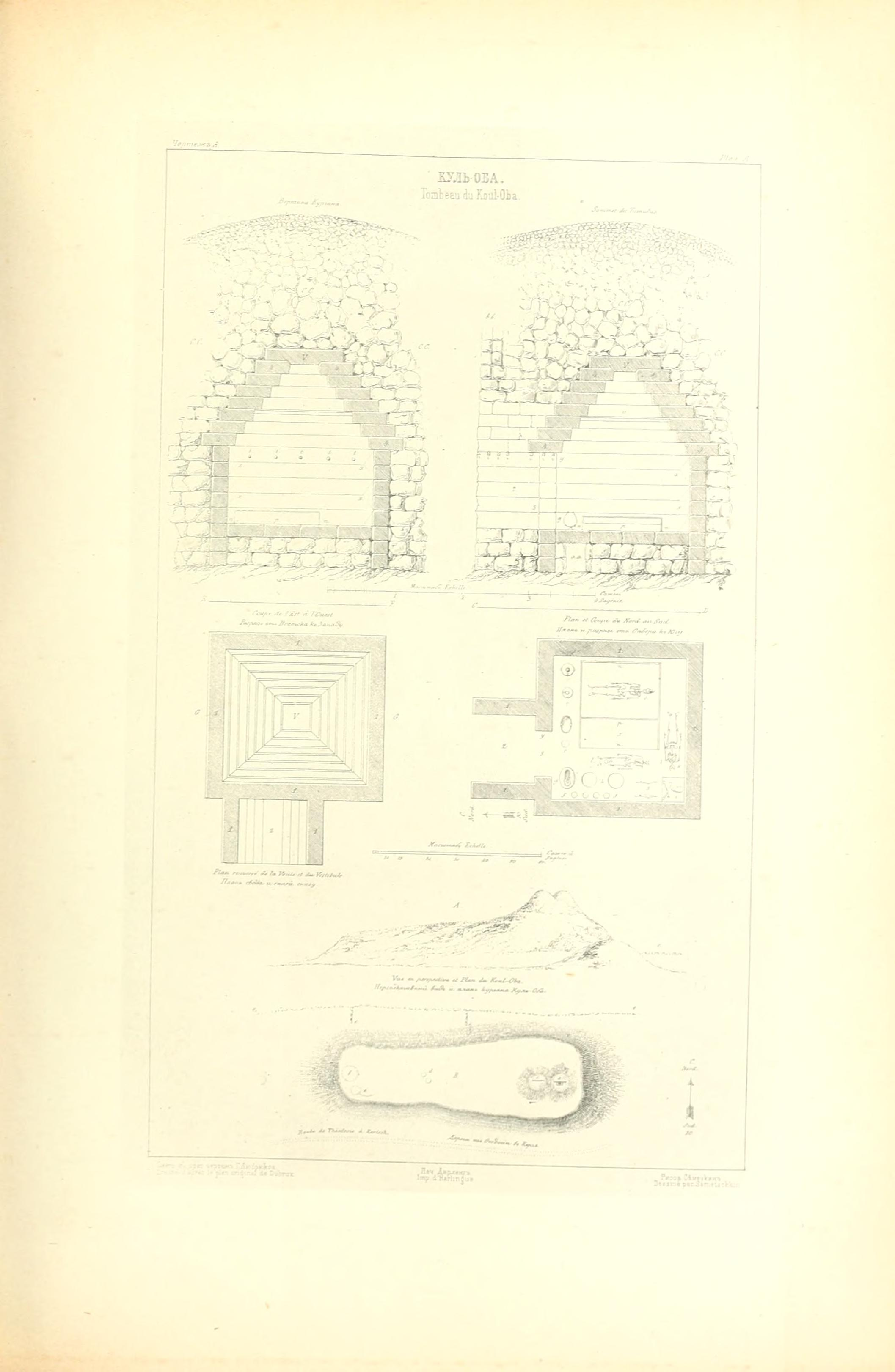
Rzuty kurhanu i grobowca

Średnica kurhanu wynosi 53 m. Pod centralną częścią nasypu znajdowała się czworokątna komora grobowa (4,6 m × 4,26 m) z krótkim korytarzem (2,84 m) od strony północnej, nakryta sklepieniem pozornym. Wysokość od podłogi do płyty zamykającej sklepienie wynosi 5,3 m. Wejście do komory (o wysokości 2,49 m i szerokości 1,6 m) zawalone było kamieniami. Większą część komory grobowej zajmował niski (0,27 m wysokości) katafalk z drzewa cyprysowego lub jałowcowego o wymiarach 2,84 m x 2,84 m. Był podzielony w linii północ-południe na dwie części, przy czym w większej umieszczono zwłoki zmarłego w drewnianym sarkofagu. Sarkofag był zdobiony utrwalonymi na płytach z kości słoniowej techniką wycinania, scenami z mitologii greckiej oraz motywami animistycznymi, typowymi dla symboliki scytyjskiej (np. gonitwa psa za zającem), czy scenami rodzajowymi (np. Scyta spadający z konia). Obok katafalku na linii wejścia, z głową na południe złożono, również w drewnianym sarkofagu, pochówek kobiety. Wzdłuż południowej ściany komory grobowej pochowany był (głową na zachód) wojownik, zaś w południowo-zachodniej narożniku komory – koniuszy-niewolnik oraz kości konia.

## Inwentarz grobowy
Mężczyzna w sarkofagu miał na głowie spiczastą czapkę ozdobioną dwoma diademami z blachy z wytłaczanym ornamentem. Na jego szyi znajdowała się tzw. grzywna (złoty naszyjnik) zdobiona emalią i zakończona figurkami galopujących koni dosiadanych przez Scytów, zaś na rękach 5 złotych bransolet. W skład wyposażenia wchodził również sztylet z rękojeścią i pochwą okutą złotą blachą ze sceną gonitwy zwierząt i pozłacany nagolennik z blachy brązowej (knemida). Pod czaszką zmarłego znaleziono 4 figurki przedstawiające Scytów oraz figurkę ze sceną picia przez dwóch Scytów bruderszaftu, a obok szkieletu złotą czarę z uszkami do zawieszania, zdobioną wizerunkami Gorgon, głowami Sylenów, lwów, delfinów, ryb, palmetami itp. W mniejszej przegrodzi katafalku znajdowała się broń, pejcz oraz 2 skipetary (berła).
Pochówek kobiecy wyposażony był m.in. w złoty diadem oraz ciężki złoty naszyjnik zakończony figurkami przyczajonych lwów oraz 2 medaliony z wizerunkami Ateny i 2 złote zausznice. W rękach złożonych między kolanami znaleziono słynną elektronową wazę z wizerunkami Scytów. Jest ona sztandarowym osiągnięciem rozwijającego się w koloniach greckich stylu, będącego wyrazem dostosowania do gustów scytyjskich greckiego realizmu przedstawianych scen, których tematem stały się różne sytuacje życia scytyjskich wojowników.

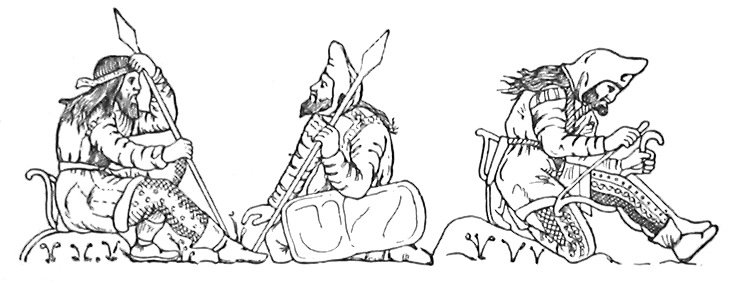
Fragment fryzu z elektronowej wazy ze scenami z życia Scytów

Fryz na wazie tworzą cztery sceny: wojownika relacjonującego coś wspartemu na włóczni władcy z królewską przepaską na czole, Scyty naciągającego łuk, scena wyrywania zęba oraz scena wiązania buta przez jednego z towarzyszy. W pobliżu odkryto też zwierciadło brązowe ze złotą rękojeścią oraz srebrne wrzeciono. Zestaw biżuterii uzupełniały szerokie złote bransolety z wizerunkami gryfów rozszarpujących jelenie.
Pomiędzy pochówkiem kobiety a znajdującym się wzdłuż południowej ściany wojownikiem znaleziono 7 noży (6 z rękojeścią z kości słoniowej i 1 z rękojeścią pokrytą złotą blachą).
Obok niewolnika-koniuszego odkryto drugi nagolennik z pozłacanej blachy brązowej oraz hełm, złożone w kwadratowym zagłębieniu.
W pobliżu wejścia do komory ustawiono 4 amfory z winem (jedna ze stemplem Thasos) i naczynia metalowe a wśród nich 3 srebrne kubki (2 z fryzami przedstawiającymi walki zwierząt, 1 z ptactwem wodnym i rybami), 2 rytony (1 z zakończeniem w kształcie głowy lwa, drugi barana), kyliks srebrny z grecką inskrypcją ΠΟΡΝΑΧΟ (PORNAKHO), 2 srebrne miednice i wielka taca. W komorze znaleziono również wiele wytłaczanych złotych blaszek np. ze Scytą polującym na zająca, dwoma zwróconymi do siebie plecami łucznikami scytyjskimi, tańczącymi Menadami itd. Stanowiły one dekorację paradnych strojów.

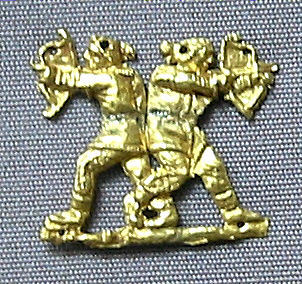
Złota aplikacja stroju z kurhanu Kul-Oba

W trakcie badań grobowiec został obrabowany a rabusie w skrytce pod płytami podłogi znaleźli m.in. brązową, pokrytą złotem grzywnę, zakończona głowami lwów, złote okucie sajdaka oraz złotą aplikację tarczy w postaci sylwetki odpoczywającego jelenia. Jedyną jej analogie stanowi egzemplarz z wczesnoscytyjskiego kurhanu Kostroma na Przedkaukaziu, tyle że okaz kul-obski jest bardziej stylizowany, dodatkowo ozdobiony wizerunkami zwierząt oraz sygnowany literami PAI. Stanowi on klasyczny przykład symboliki zoomorficznej, której wzorce ideowe i plastyczne ukształtowały się jeszcze w centralnoazjatyckiej kolebce Scytów.
Niezwykle bogaty inwentarz kurhanu Kul-Oba i jego estetyka pozwalają sądzić, iż pochowano w nim władcę lokalnego odłamu Scytów, który – zachowując właściwe światu koczowniczemu elementy tożsamości kulturowej – podlegał już silnej hellenizacji.

## Skarby kurhanu

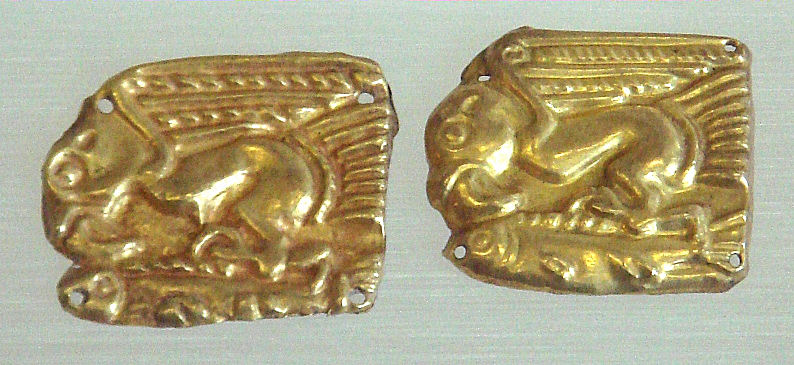
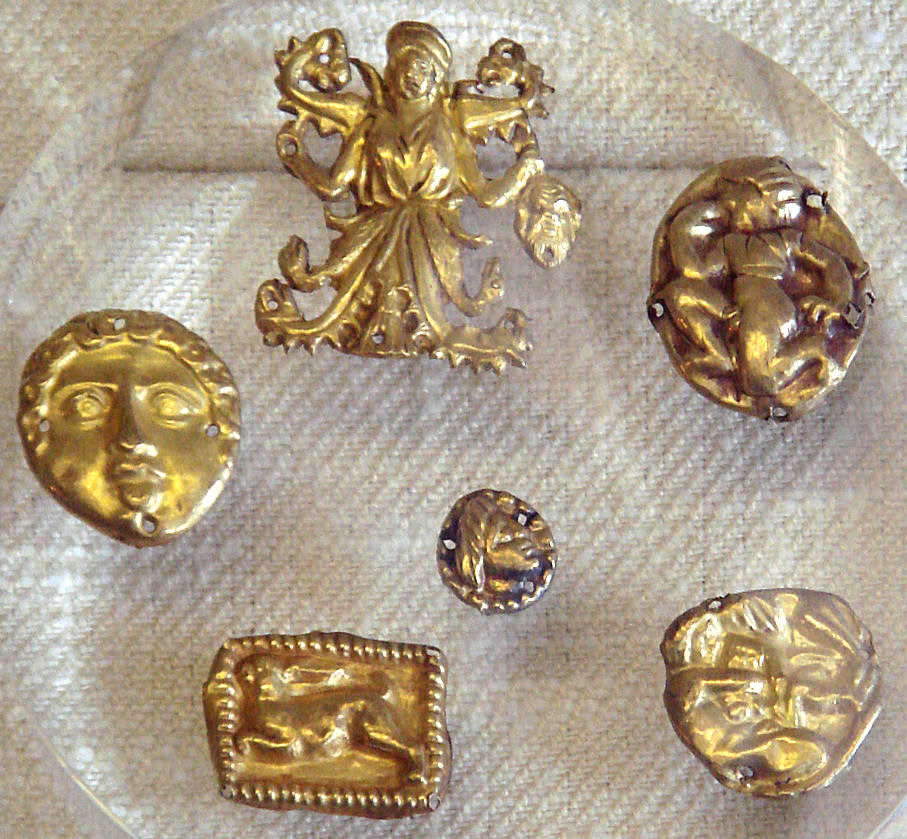
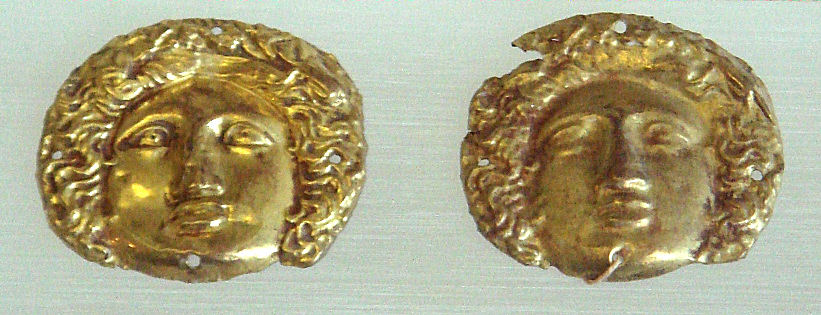